# John Steel (batterista)
John Steel (Gateshead, 4 febbraio 1941) è un batterista britannico.

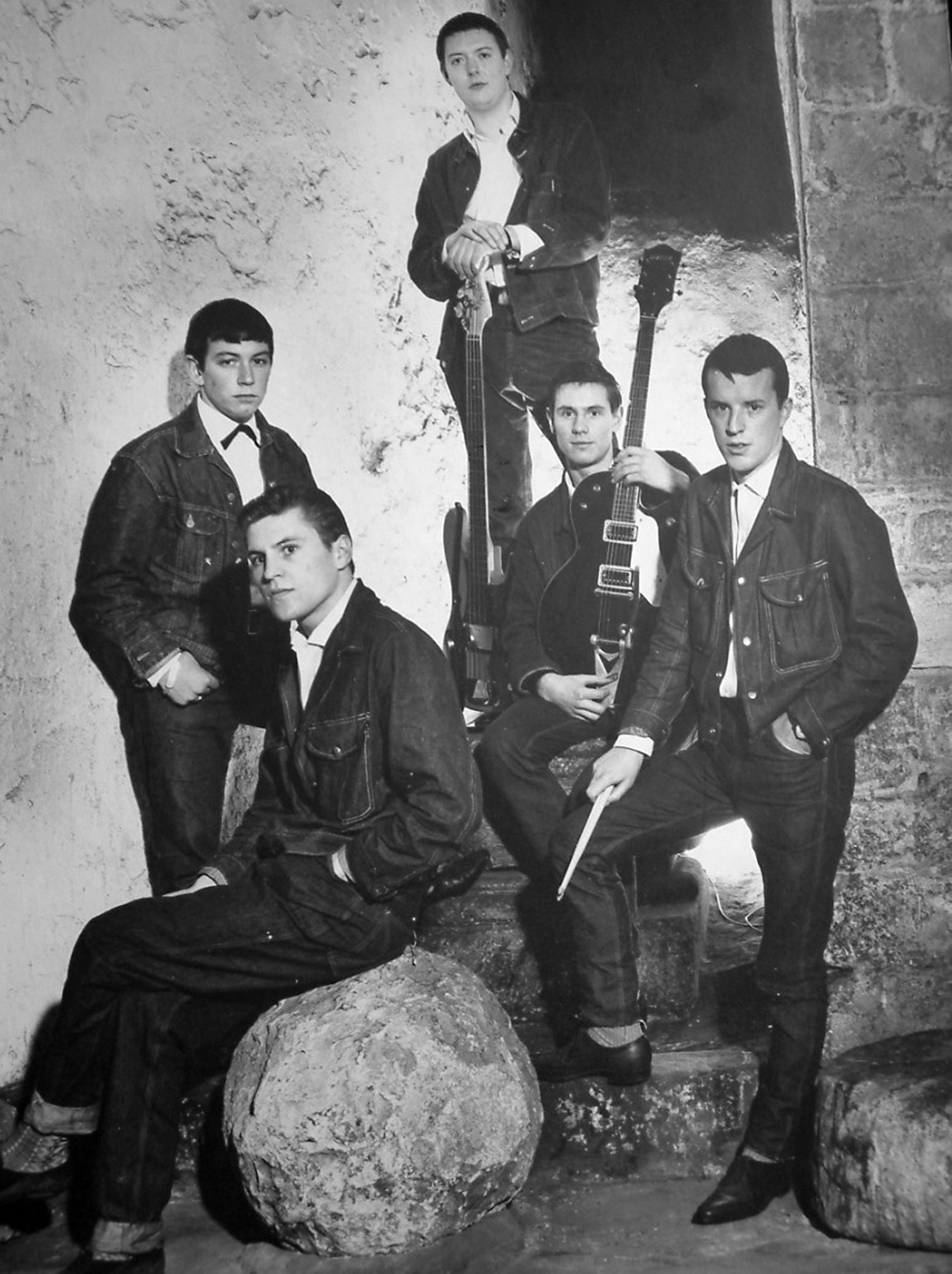
The Animals

È stato uno dei fondatori degli Animals ed è il proprietario dei diritti per il nome della band, in virtù della registrazione del marchio.
Steel proveniva dalla Grammar School Gateshead, originariamente era un trombettista e incontrò il futuro cantante degli Animals, Eric Burdon, mentre stavano studiando insieme al Newcastle College of Art and Industrial Design. Inizialmente suonava jazz per poi passare all'allora nuovo genere, il rock 'n' roll.
Nel marzo del 1959, Steel incontrò Alan Price in una chiesa di Byker, Newcastle, e con Hilton Valentine (chitarra) e Chas Chandler (basso) formarono una band: la Alan Price Combo. Nel 1960 la band aveva acquisito una certa reputazione a Newcastle. Burdon si unì nel 1962, veniva da una band chiamata dei pagani, dunque il gruppo cambiò il nome in The Animals.
Steel continuò a suonare e registrare con loro fino a marzo 1966. L'ultimo singolo da lui inciso con il gruppo fu "Inside Looking Out".
Successivamente Steel tornò a Newcastle diventando un uomo d'affari. Nel corso degli anni Steel rimase attivo come batterista a tempo perso e partecipò alla riunione degli Animals.
Steel girò dal 1993 come batterista con la variante degli Animals di cui facevano parte Hilton Valentine, Dave Rowberry, Zoot Money e Mick Gallagher. Nel 1993, Hilton e Valentine formarono "Animals II", a cui si unirono John Steel nel 1994 e Dave Rowberry nel 1999. Altri membri di questa versione della band furono Steve Hutchinson, Steve Dawson e Martin Bland. Dal 1999 fino alla partenza di Hilton Valentine nel 2001, la band fu in tour con il nome The Animals, dopo di che, sempre nel 2001, il gruppo si sciolse. John Steel e Dave Rowberry continuarono come "Animals and Friends", con Peter Barton, Jim Rodford e John Williamson. Quando Rowberry morì nel 2003, venne sostituito da Mickey Gallagher (che aveva per breve tempo sostituito Alan Price nel 1965). Animals and Friends sono attualmente in attività, e spesso suonano sulla nave della compagnia Color Line che viaggia tra la Scandinavia e la Germania.